# Hanabie.
HANABIE.（日语：花冷え。 ）是一支来自日本东京的金属核乐队，成立于 2015 年。   乐队由主唱 Yukina、吉他手 Matsuri、贝斯手 Hettsu 和鼓手 Chika 组成。 樂隊聞名於把响亮的音乐与鲜明对比的原宿美学风格結合，其风格自称为“原宿核心”。  她们透過融合金属核、硬核朋克和新金属的元素，創造出融合嘻哈和电子音乐 的作品。
该乐队四名成員在高中的轻音乐俱乐部活动中接觸到《Maximum the Hormone》 ，並十分佩服該作品，因而決定組建樂團。 起初是一支覆蓋樂隊，但不久後，她們轉向創作原創音樂，於 2016 年發行首部單曲。
之後，她們發行了第一張專輯和EP，並於 2023 年和Epic Records Japan簽約。在同一年，他們的第二張專輯《Reborn Superstar！》發行，排名居 Billboard Japan 週間專輯排行榜第 24 位。該專輯的成功帶來了國際聲譽，令她們被邀請在其他國家的音樂節上表演。
1. ↑  . www.spirit-of-metal.com.   [2023-06-23]. （原始内容存档于2023-06-23）.
2. ↑  Gonzales, Ramon. . Knotfest. 2023-01-13  [2023-06-23]. （原始内容存档于2023-06-23） （英语）.
3. ↑  . JaME. 2021-12-13  [2023-06-23]. （原始内容存档于2023-06-23）.
4. ↑  Goodman, Eleanor. . louder. 2023-08-16  [2023-08-28]. （原始内容存档于2023-08-29） （英语）.
5. ↑  . Big Up!zine. 2022-04-30  [2023-08-29]. （原始内容存档于2023-11-17） （日语）.
6. ↑  Aldersladepublished, Merlin. . louder. 2023-01-12  [2023-06-23]. （原始内容存档于2023-02-14） （英语）.
7. ↑  . jrocknroll.com.   [2023-06-23]. （原始内容存档于2023-02-14）.
8. ↑  . Hanabie Japan.   [2023-07-08]. （原始内容存档于2023-05-04） （日语）.